# フロマージュ・フォール
フロマージュ・フォール（仏: fromage fort; 「強いチーズ」の意）とは、フランスの家庭で伝統的に作られているチーズのスプレッドの一種である。作り方によっては強烈な風味となるため、地元の人間でも抵抗無く食べられるとは限らない。

## 作り方
消費し切れずに古くなったり硬くなったりした様々な種類のチーズを粉砕し、液体と共に甕に入れて熟成させる。発酵によって熟成を促進させたい場合には、牛乳・乳清・ブイヨンなどを入れる。逆に発酵を止めて安定させる際はオリーブオイル・酒（ワインやオー・ド・ヴィー）などを添加する。塩やニンニク、コショウ、ハーブ類で味を調える場合もある。材料同士がよく馴染み、ペースト状になれば完成。

## 提供
そのまま酒の肴にしたり、パンに塗って食べたりする。フロマージュ・フォールは残りもののチーズを再利用でき、また強い風味によって少量でも多くのパンを食べられるようにと工夫された食品である。フロマージュ・フォールはチーズ店で作られる場合もある。チーズ店では大瓶や大甕で仕込み、量り売りで販売される。熟成したフロマージュ・フォールは強烈な芳香を放つようになるが、チーズの香りを充満させる目的で、あえて容器に蓋をせずに店内に置いておくこともある。

## バリエーション
コンフィ・デポワス（Confit d'Epoisses）
「エポワス漬け」の意。熟成の若いエポワスと白ワイン、マールで作るフロマージュ・フォール。若いエポワスに白ワインをマールを注ぎ、一週間寝かせた後に上清を捨て、白ワインのみを再び添加する。熟成2週間ほどでクリーム状のエポワス漬けができる。熟成中は刺激的な味だが、クリーム状になると角が取れてこなれた風味になる。
- 参考：de:Confit d'Epoisses

カシャ（Cachat）
この名称は一般的なものではなく、プロヴァンス地方の方言。熟成の若いバノンなどのシェーブル（山羊乳チーズ）にマールを注ぎ、熟成させる。これも2週間ほどでクリーム状になる。
カシャイユ（Cachaille）
カシャと同様、名前はプロヴァンス地方の方言。乾燥してしまったチーズにフレッシュチーズを混ぜ、オー・ド・ヴィー、オリーブオイル、コショウで調味する。一度作ったカシャイユは減ったら再びチーズを継ぎ足してかき混ぜ、何十年も賞味する。

## 類似のチーズ
コルシカ島でもチーズペーストが作られている。フロマージュ・フォールとは似て非なるコルシカ島特有のチーズであり、こちらはチーズ以外の材料を加えないで作られる。チーズを桶などに入れて潰し、半年ほど熟成させる。柔らかいものはスプレッド状だが、硬く練り上げた小麦粉のような弾力のペーストもある。風味はフロマージュ・フォールと同様に強い。ものによっては蛆がいるペーストもあり、そのようなペーストが美味として好まれる場合もあるという。